# Dumbo (Brooklyn)
Dumbo (vagy DUMBO, a "Down Under the Manhattan Bridge Overpass" rövidítése) New York Brooklyn kerületében található. A jelenleg Dumbo néven ismert terület neve korábban Gairville volt. Két részből áll: az egyik a Manhattan híd és a Brooklyn híd között helyezkedik el, melyek Brooklynt kötik össze Manhattannel az East Riveren keresztül, a másik pedig a Manhattan hídtól keletre folytatódik a Vinegar Hill területéig. A környéket a Brooklyn Bridge Park határolja északról, a Brooklyn híd nyugatról, a Brooklyn Heights délről és a Vinegar Hill keletről.
A terület eredetileg kompkikötő volt, amelyet 19. századi és 20. század eleji ipari és raktárépületek, belga tömbutcák, valamint az East River partján álló dokkok jellemeztek. 
Dumbo teljes részét David Walentas fejlesztő és cége, a Two Trees Management megvásárolta a 20. század végén, és előkelő lakó- és kereskedelmi közösséggé alakították át – először a művészeti galériák menedékévé, jelenleg pedig technológiai startupok központjává, ezeknek a jelentős száma eredményeként kapta a "brooklyni techno háromszög" melléknevet. Dumbo jelenleg Brooklyn leggazdagabb negyede, valamint 2015-re New York City-nek a negyedik leggazdagabb negyede lett.

## Parkok
- Brooklyn Bridge Park

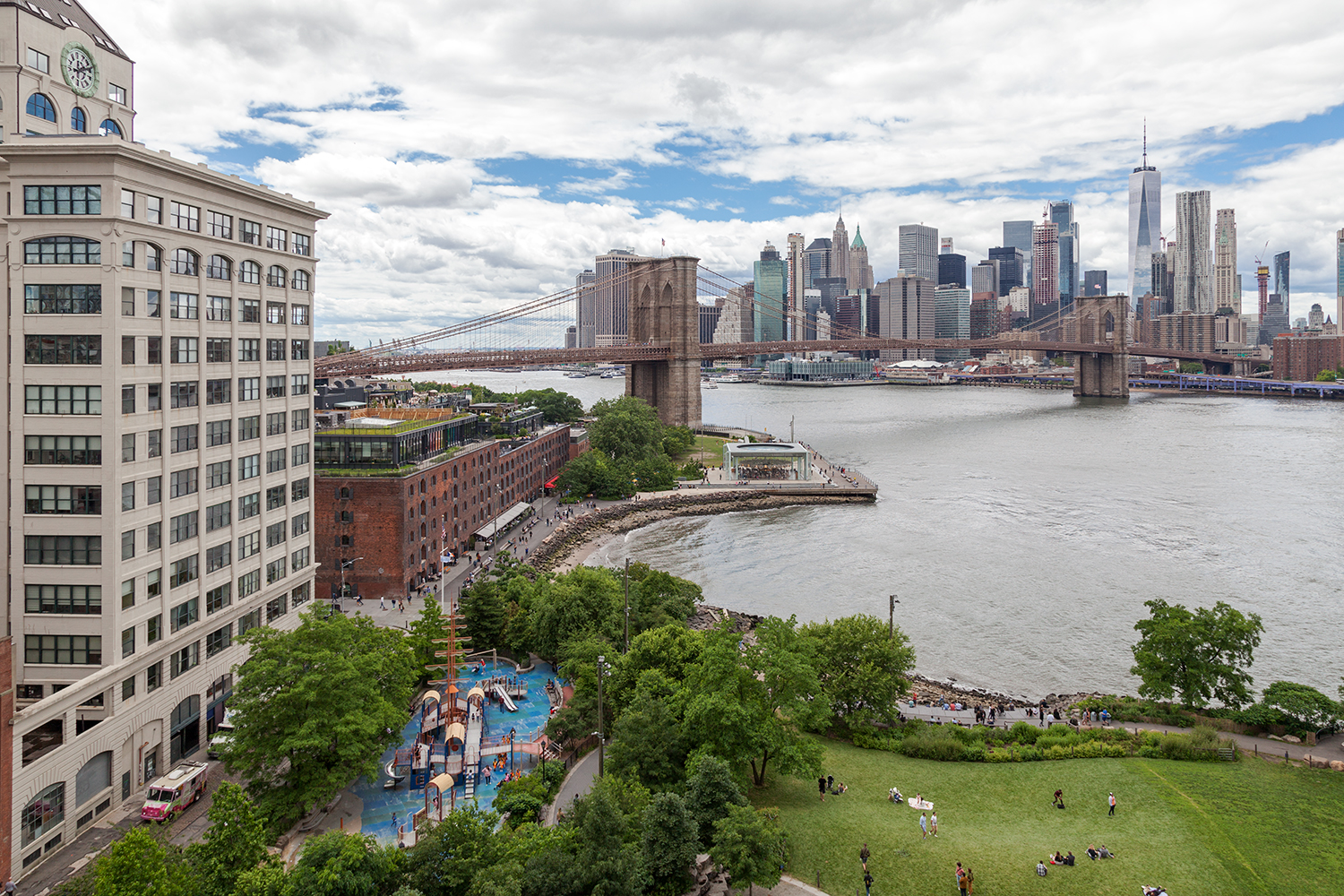
DUMBO látképe a Manhattan hídról
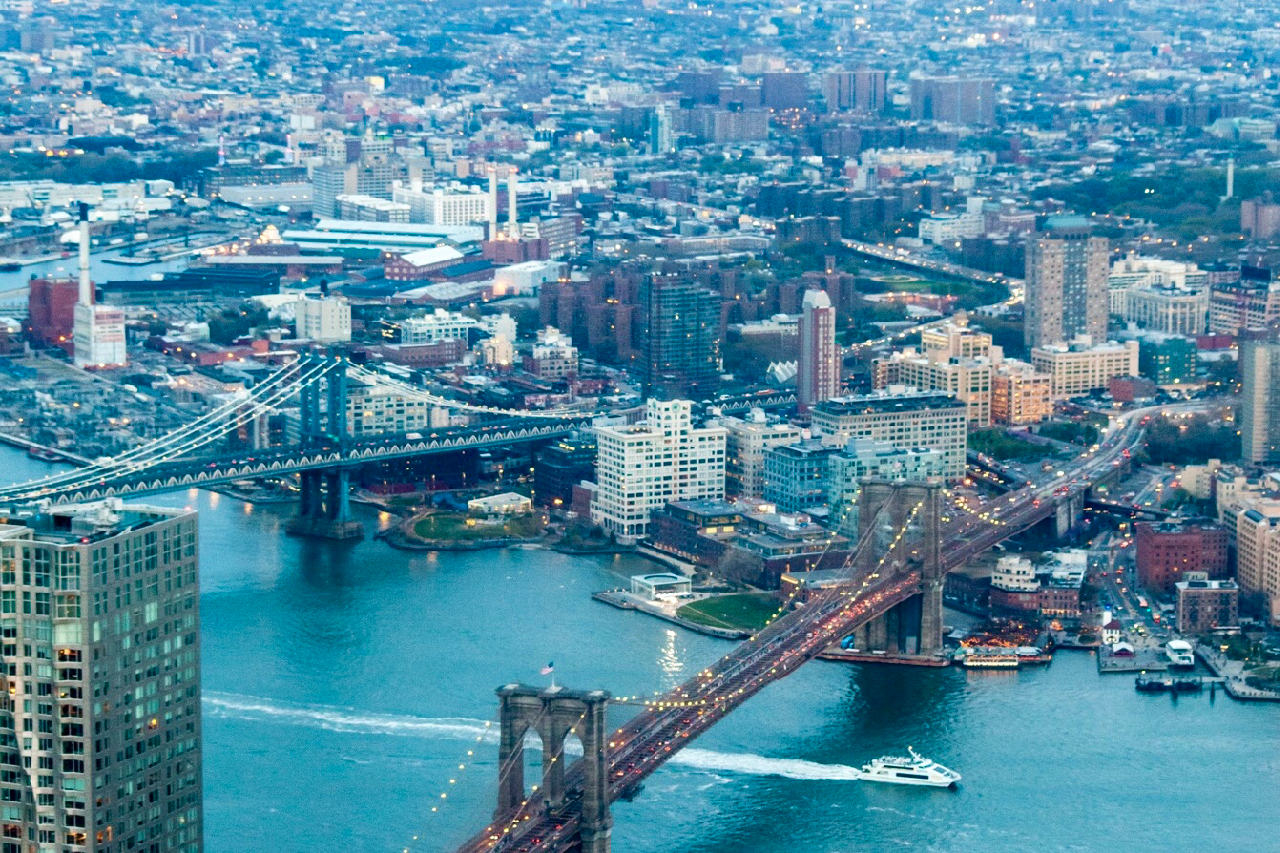
DUMBO látképe Manhattanről a One World Trade Center tetejéről
A John Street Park az East River partján
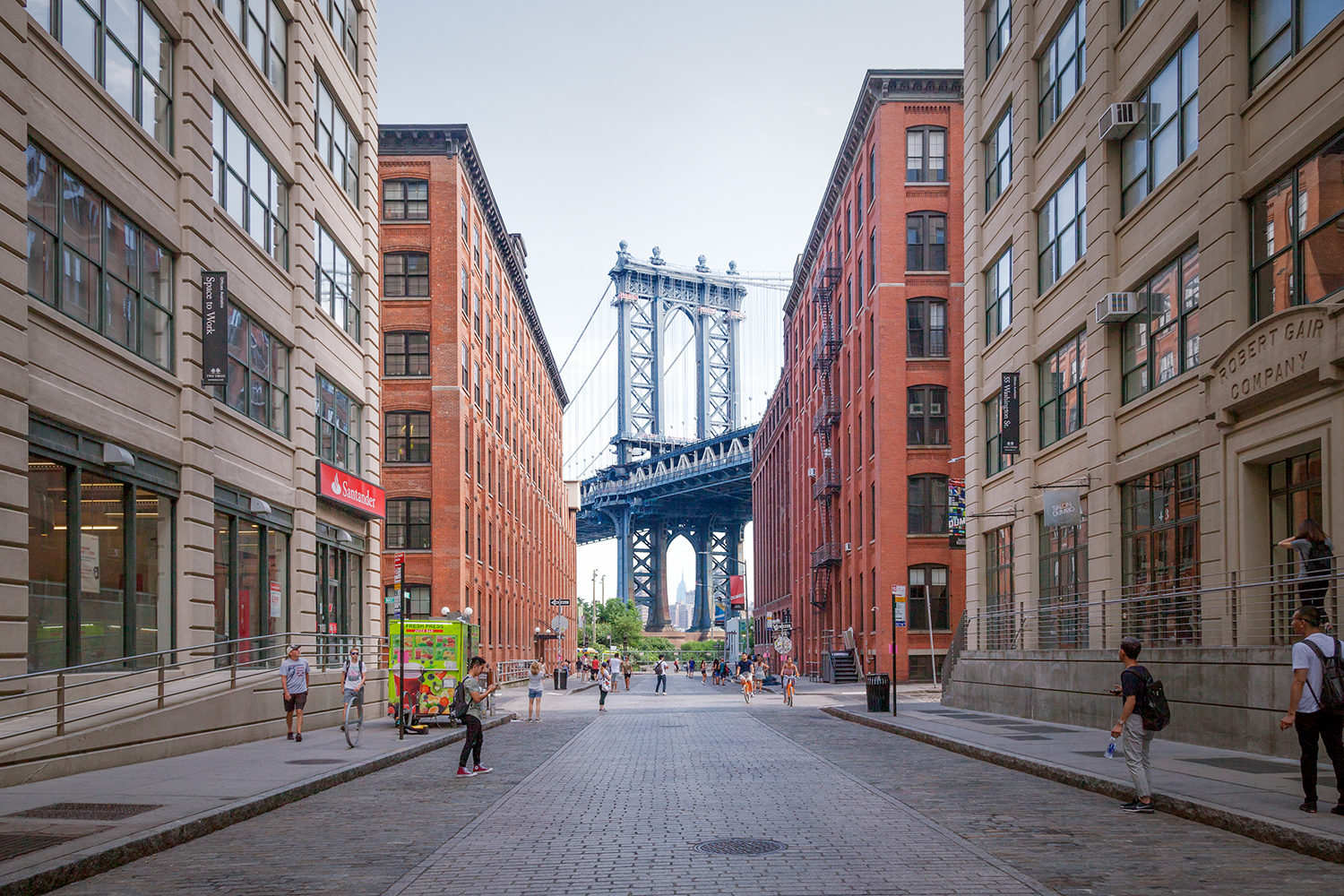
Washington Street, DUMBO, a Manhattan híd mögött az East River túloldalán látható az Empire State Building
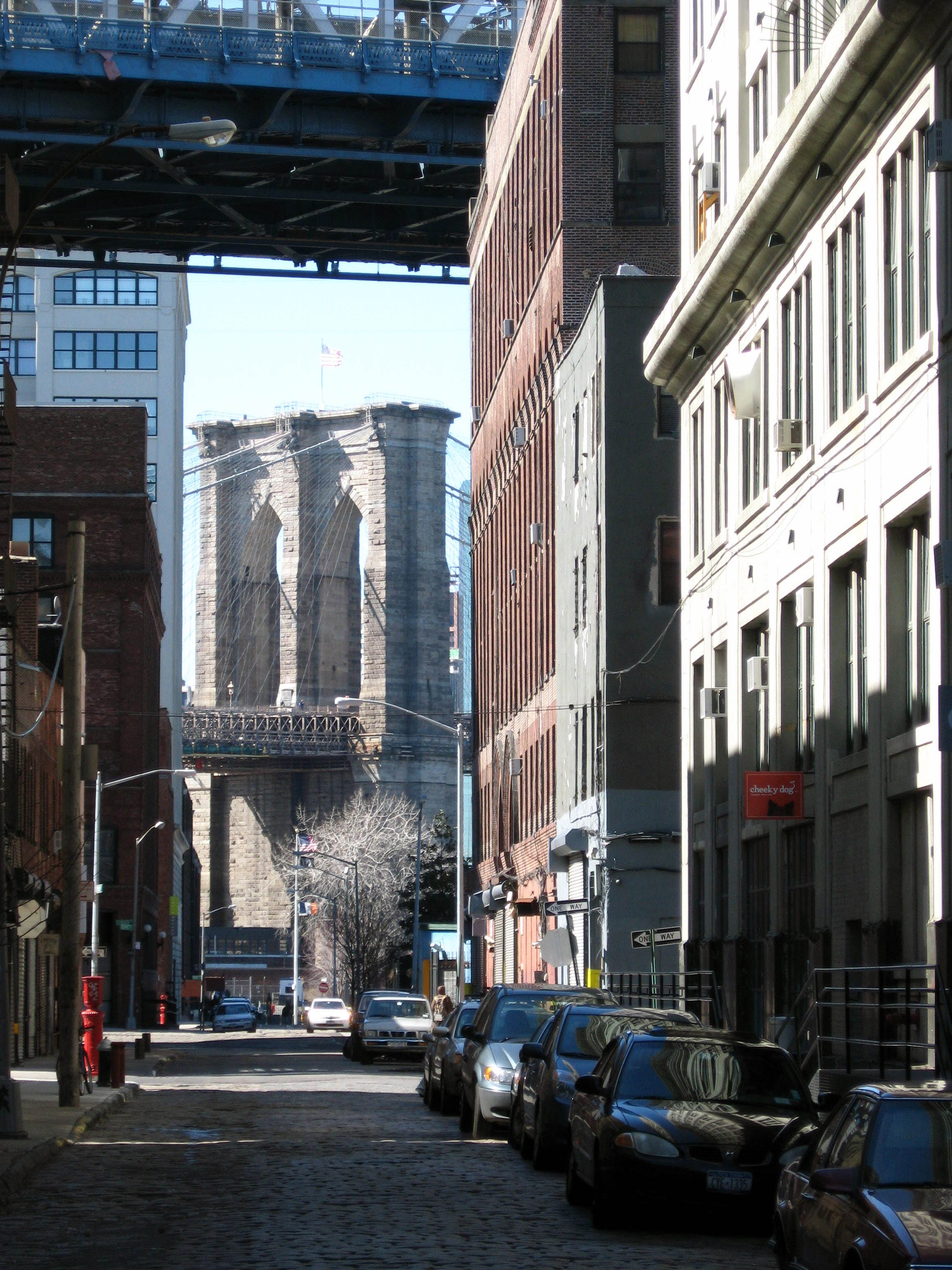
Plymouth Street, DUMBO ipari körzete, háttérben a Brooklyn híd